# Cuchilla Grande del Durazno
Cuchilla Grande del Durazno – pasmo wzgórz w środkowym Urugwaju, w departamencie Durazno będące zachodnim bocznym odgałęzieniem Cuchilla Grande. Stanowi dział wód między zlewnami rzek Yí i Río Negro.